# Église Saint-Jean-Baptiste de Nestier
Pour un article plus général, voir Nestier.
L'église Saint-Jean-Baptiste de Nestier est une église catholique située à Nestier, dans le département français des Hautes-Pyrénées.

## Historique
Située sur un des chemins de Compostelle, l'église serait édifiée sur les lieux d'une villa « aquitano-romaine », à l'emplacement d'un autel votif dédié à Ergé, divinité du Panthéon pyrénéen,. Un fragment de celui-ci signalé comme provenant de Nestier, est conservé au musée de Saint-Bertrand-de-Comminges. 
Cet endroit aurait vu ensuite l'édification du fortin Eth Castérot et de la chapelle, sépulture des derniers seigneurs de Nestier,. La tour - ou le donjon - protégeant le village aurait laissé place au clocher de l'église paroissiale.  
L'église a connu diverses restaurations au cours des siècles passés. La première remonte à 1791 et les parties nord et ouest de l'édifice actuel ont été particulièrement remaniées en 1901. À cette occasion des passages souterrains ont été mis au jour. 
Le dimanche 27 août 1961, le baptême de trois vitraux et d'une cloche marque l'histoire et les traditions chrétiennes de la communauté villageoise,.

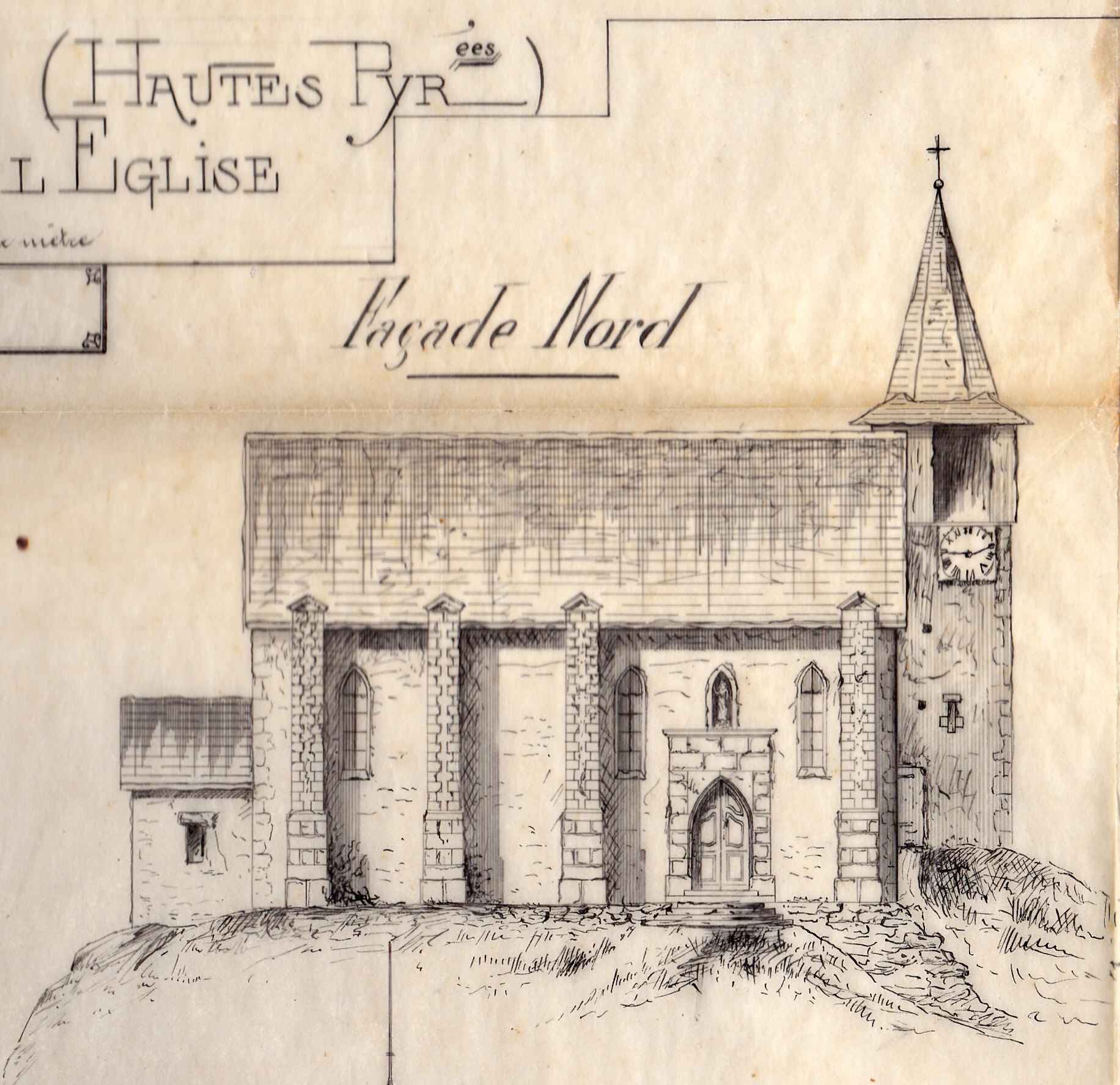
Façade nord avant restauration de 1901
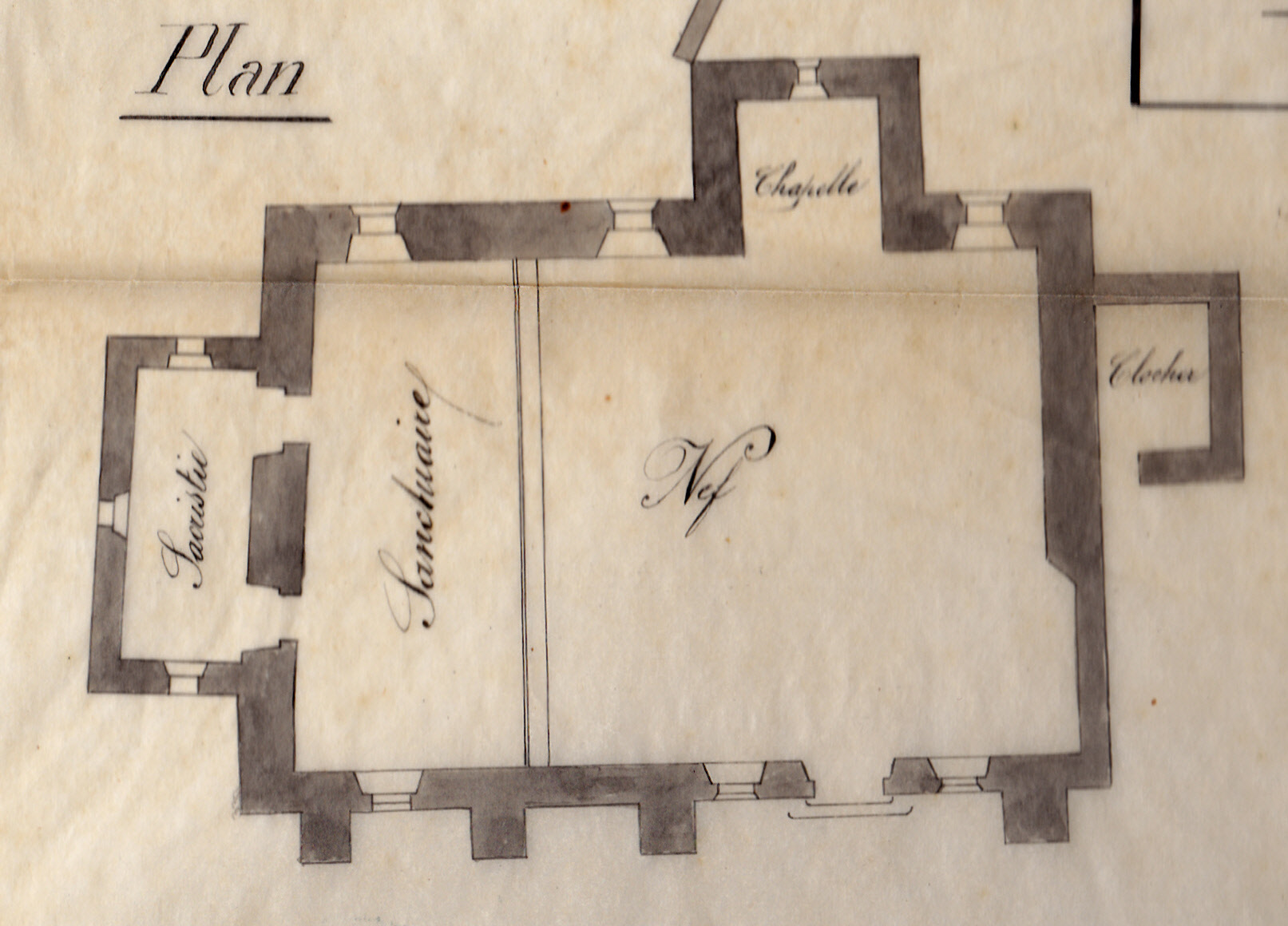
Plan de l'église avant restauration de 1901.
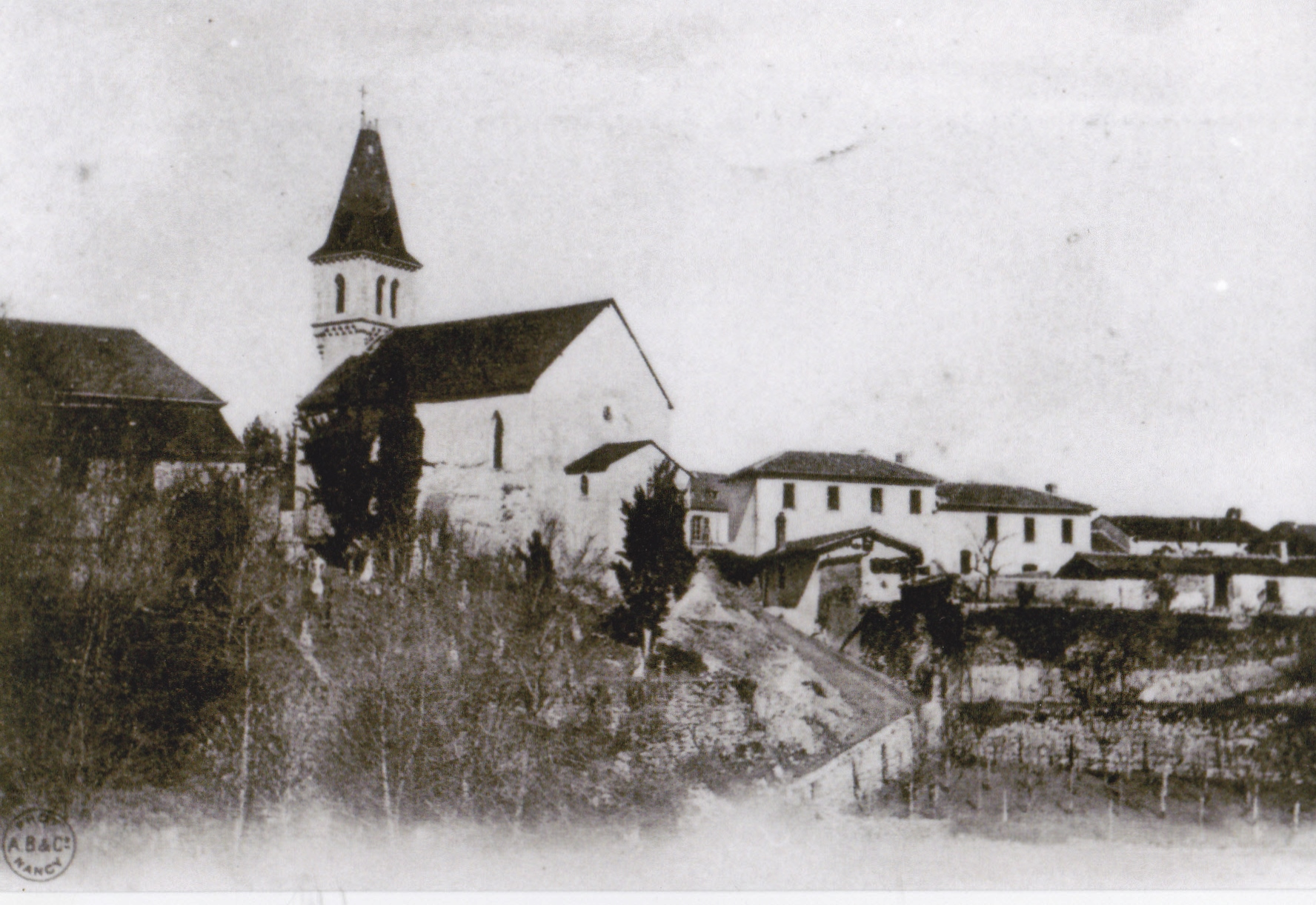
Vue sud-est après restauration de 1901.

.

## Architecture extérieure
L'église normalement orientée présente un plan rectangulaire avec quelques éléments d'inspiration néo-gothique. À l'ouest le clocher carré est situé au-dessus du porche d’entrée et sur le mur nord des contreforts marquent les angles du bâtiment et la séparation des travées. Sur le mur sud on relève la saillie de  la chapelle de la Vierge. Les verrières, peu nombreuses, sont étroites et en arcs brisés.

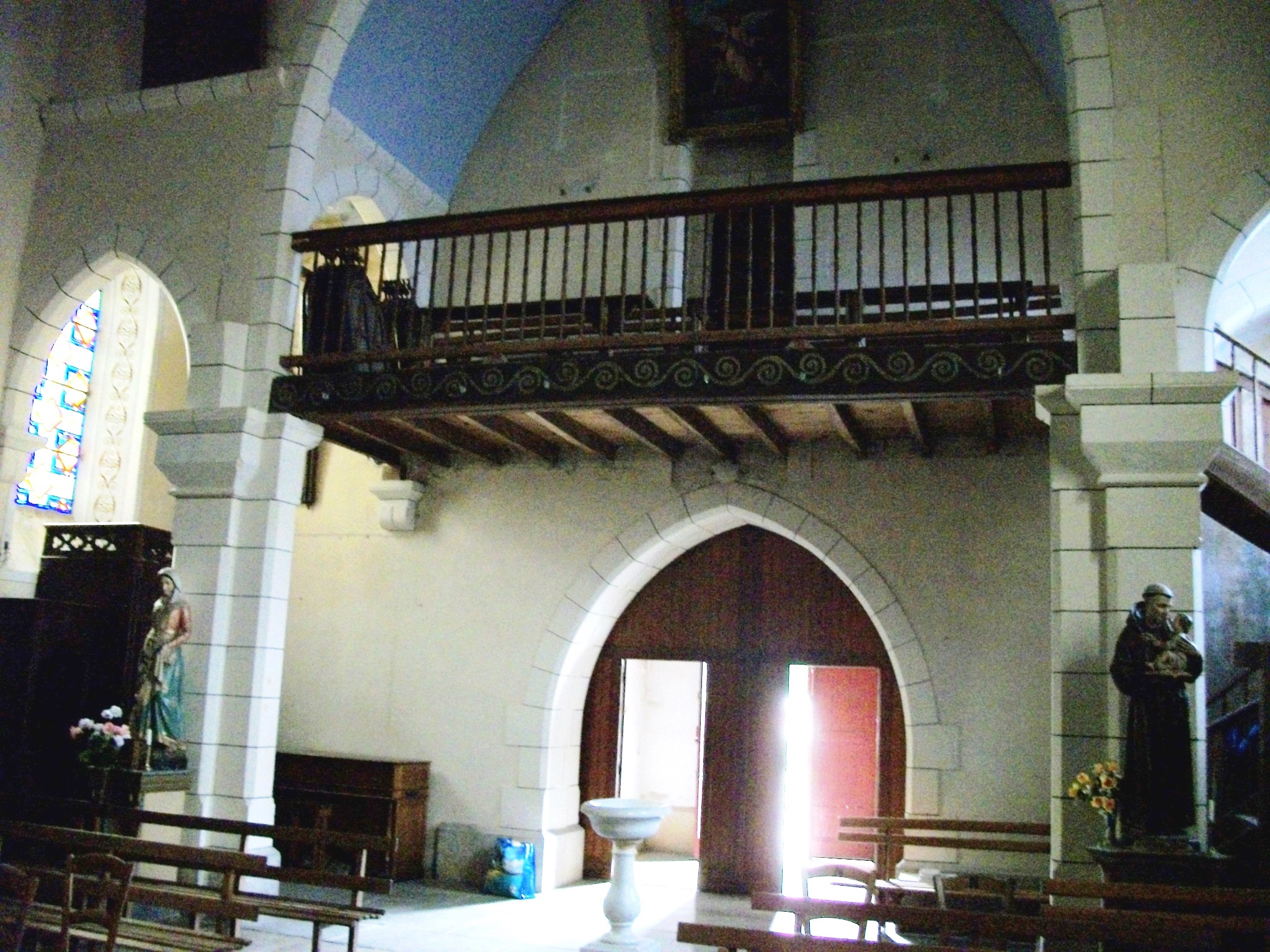
Partie arrière de la nef, l'entrée et la tribune

## L'entrée et le porche

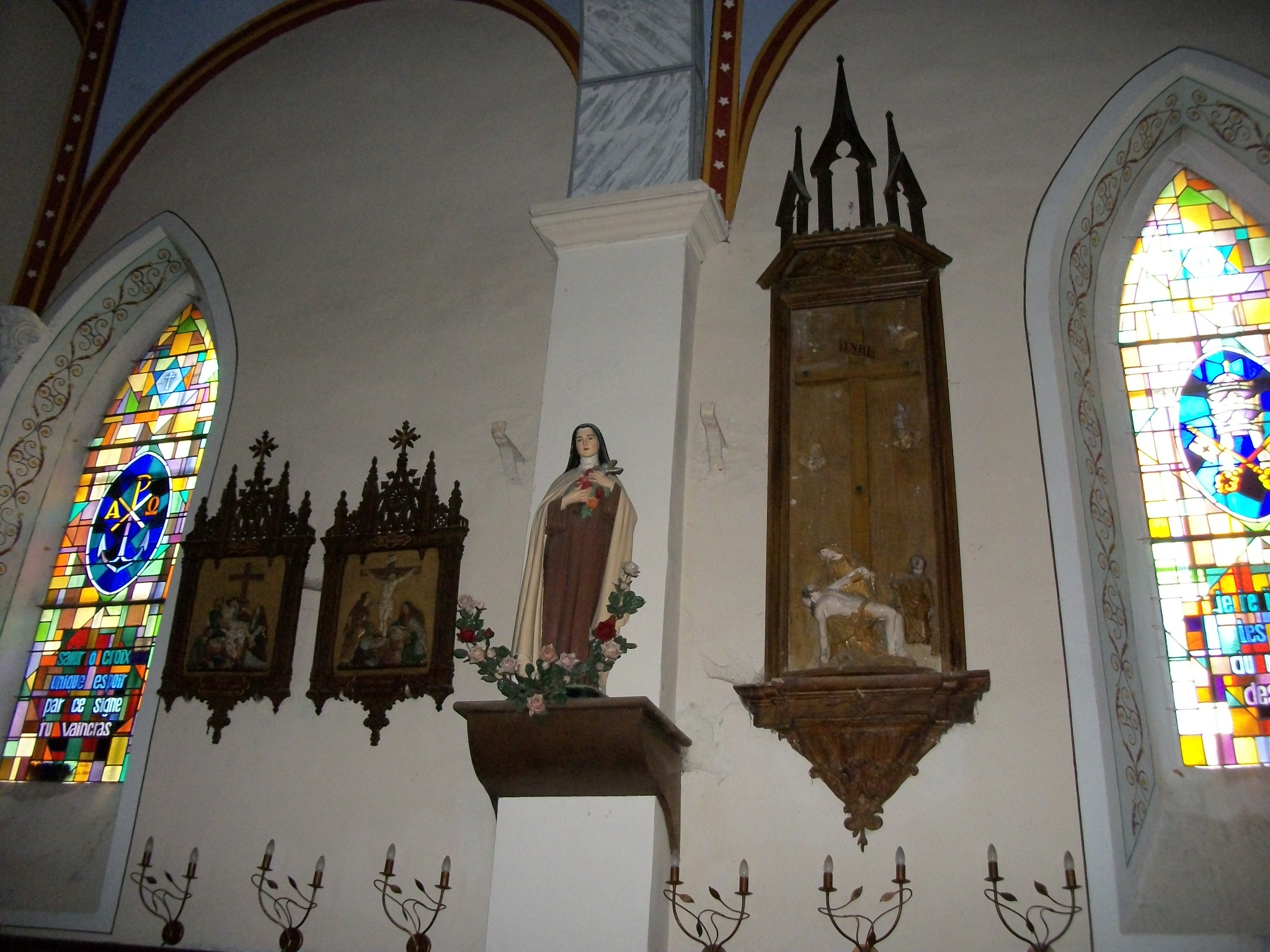
Tableaux du chemin de croix et panneau d'une pietà.

C'est la partie la plus récente de l'édifice, remaniée en 1901 avec la construction d'un clocher recentré et le percement d'un porche ouvert à l'ouest. À l'intérieur celui-ci est surmonté d'une tribune encadrée de deux tableaux représentant respectivement saint Jean Baptiste et saint Roch et surmontée d'un autre représentant un ange avec deux enfants. Côté nord une niche accueille l'escalier d'accès à la tribune alors que celle située au sud reçoit un confessionnal. Sur les piliers séparant le porche de ces niches, deux statues récentes de sainte Germaine et saint Antoine.

## La nef
La nef unique, presque carrée, dont les travées sont voûtées en plein cintre, est éclairée de chaque côté par deux étroites fenêtres aux sommets en arcs brisés. Elle présente côté sud un renfoncement qui accueille une chapelle et côté nord une fort belle chaire en boiserie. Les quatorze stations du chemin de croix sont composés de remarquables bas-reliefs en bronze dans des cadres de bois sculpté. Quelques statues de facture récente.

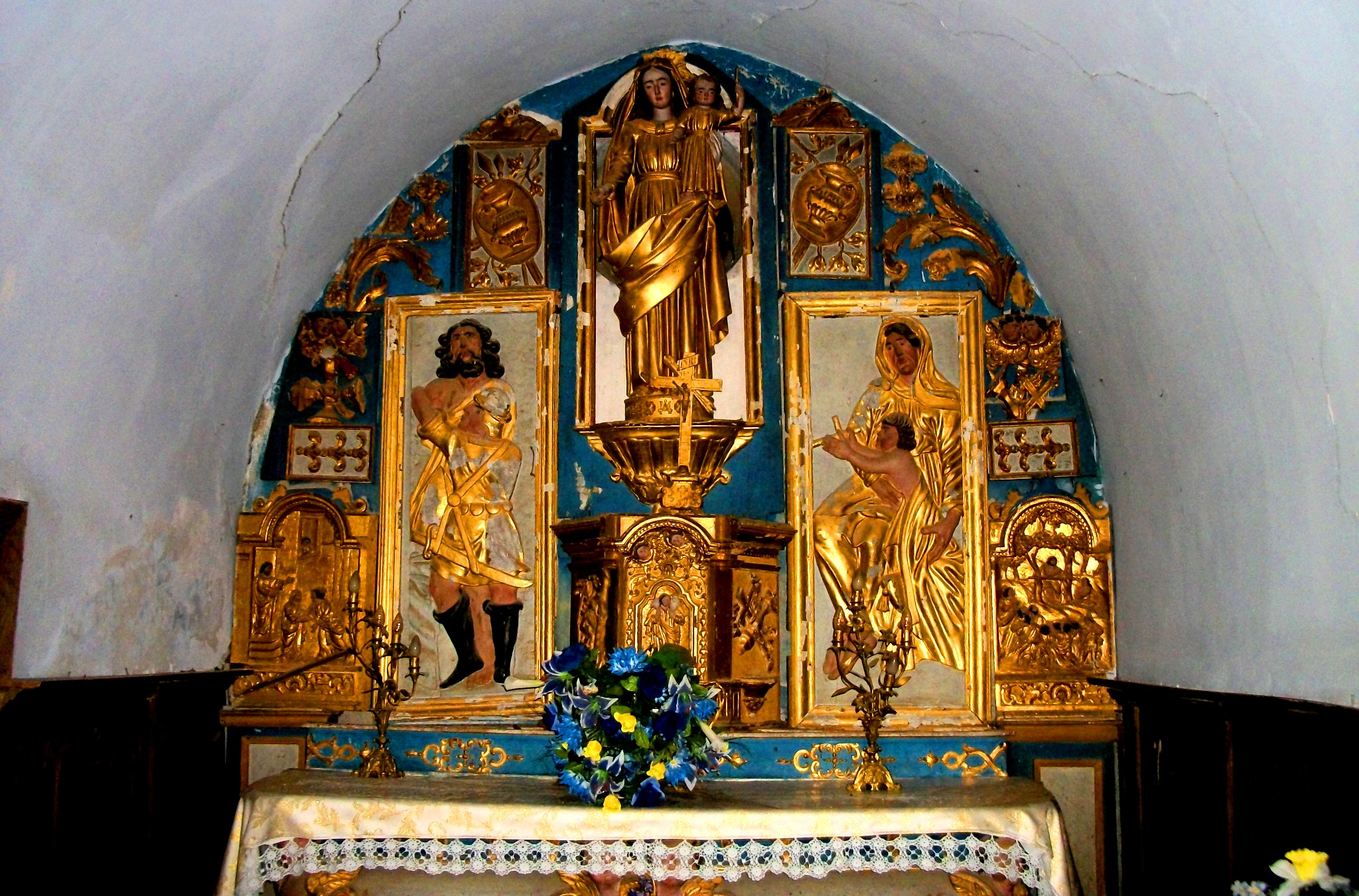
Retable de saint Jean le Baptiste avec statue de la Vierge à l'Enfant

### Chapelle de la Vierge à l'Enfant
Le retable en bois sculpté et doré est dédié à saint Jean le Baptiste dont il retrace la vie. Au centre, une statue de la Vierge à l'Enfant. Le tabernacle en bois sculpté et doré est surmonté d'un crucifix et sur sa porte est représenté le Bon Pasteur. L'autel en bois sculpté daterait du XVIIIe siècle. Décors de fleurs dorées ; aux extrémités et au centre de la façade sont représentés des visages d'anges. Ce retable daté du XIXe siècle a été réalisé par M. E. Barrère, artisan local originaire du village voisin de Cantaous et disciple des Ferrère, sculpteurs baroques des XVIIe siècle - XIXe siècle.
Le bas-relief du retable représente :
- à droite Sainte Élisabeth avec son enfant saint Jean le Baptiste et en dessous saint Jean le Baptiste enseigne à ses disciples ou à la population ;
- gauche Saint Jean le Baptiste est arrêté par un soldat romain sous l'ordre d'Hérode Antipas et en dessous la Visitation, la visite de Marie, enceinte du Christ, à sa cousine Élisabeth, enceinte de Jean Baptiste.

## Le chevet
Eclairé latéralement par deux fénètres identiques à celles de la nef, le chevet à fond plat aveugle présente, outre le maître-autel, deux autels secondaires placés sur le même plan.

### Les maîtres-autels
L'ancien maître-autel utilisé avant le Concile Vatican II, lorsque le prêtre célébrait la messe dos aux fidèles est en bois sculpté et peint en blanc. Sur sa façade sont sculptés des saints et des saintes, on peut reconnaître les trois personnages centraux, la Vierge Marie, saint Jean le Baptiste et saint Joseph. Au centre du tabernacle en bois sculpté et peint en blanc, deux voiles cachant le réceptacle sur lesquels sont brodés les lettres " IHS " l'ancienne forme du monogramme trilitère du nom grec de Jésus. Sur ses ailes, sont sculptés les apôtres de Jésus.
Le nouveau maître-autel a été mis en place après le Concile Vatican II, ainsi le prêtre célèbre la messe face aux fidèles.

### ChapelleNotre-Dame de Lourdes
Chapelle placée dans la partie latérale gauche de l'abside. L'autel et le tabernacle sont en marbre blanc. Sur la façade de l'autel est représenté le monogramme marial composé des lettres A et M entrelacées, initiales de l’Ave Maria.

### Chapelle Saint-Joseph
Chapelle placée dans la partie latérale droite de l'abside. L'autel et le tabernacle sont en marbre blanc. Sur la façade de l'autel est représenté le monogramme marial composé des lettres A et M entrelacées, initiales de l’Ave Maria avec le J de Joseph.

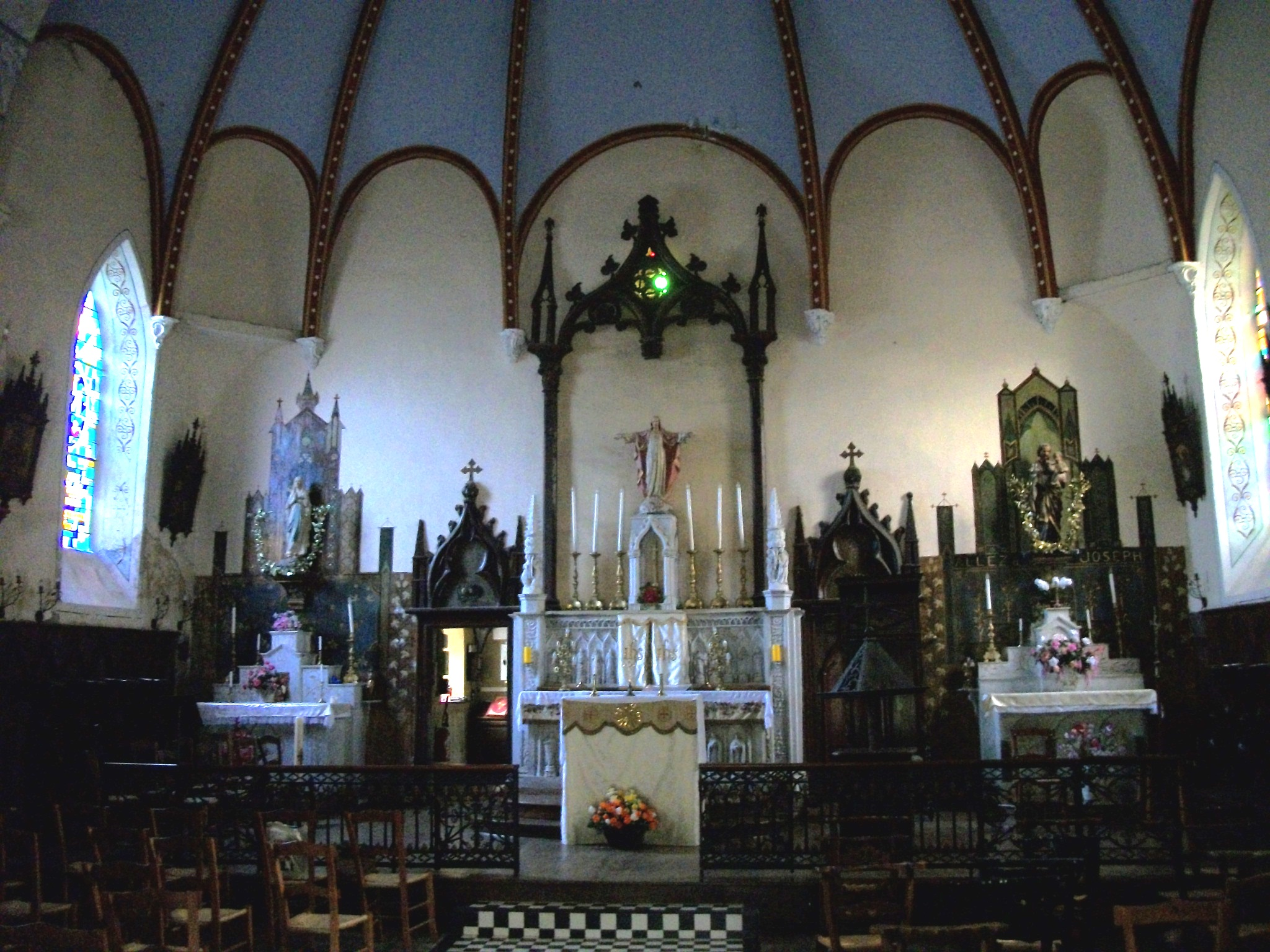
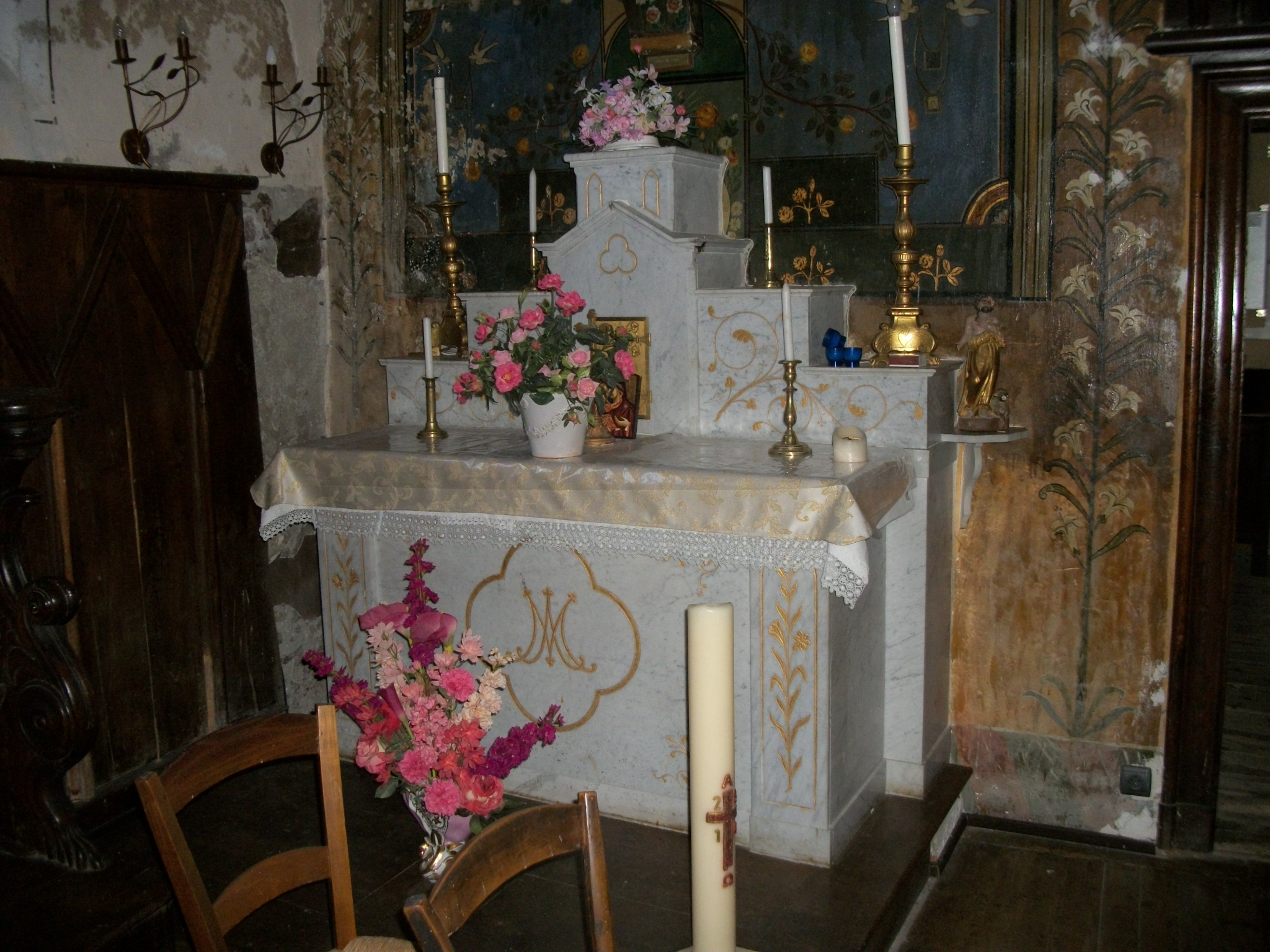
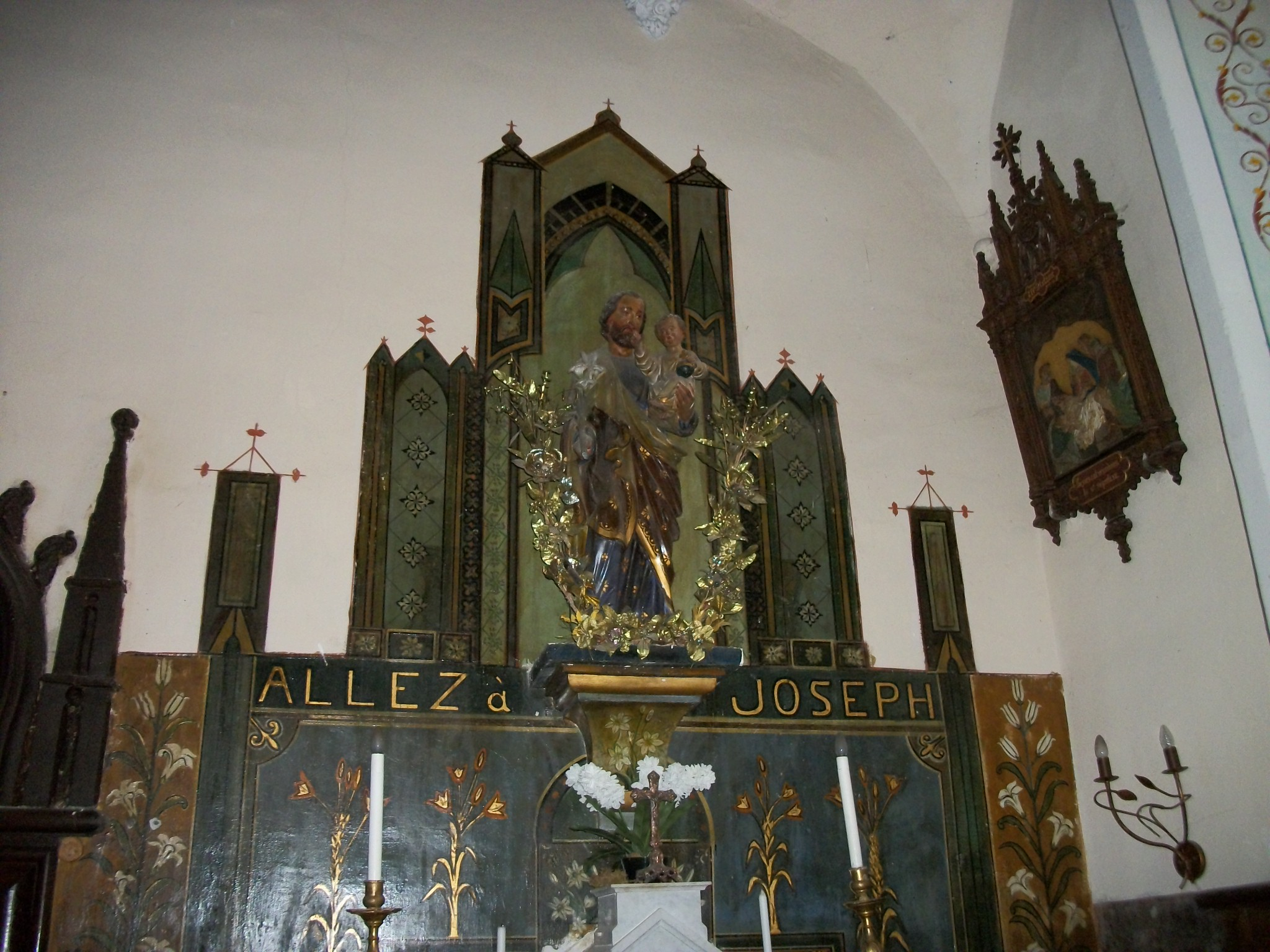
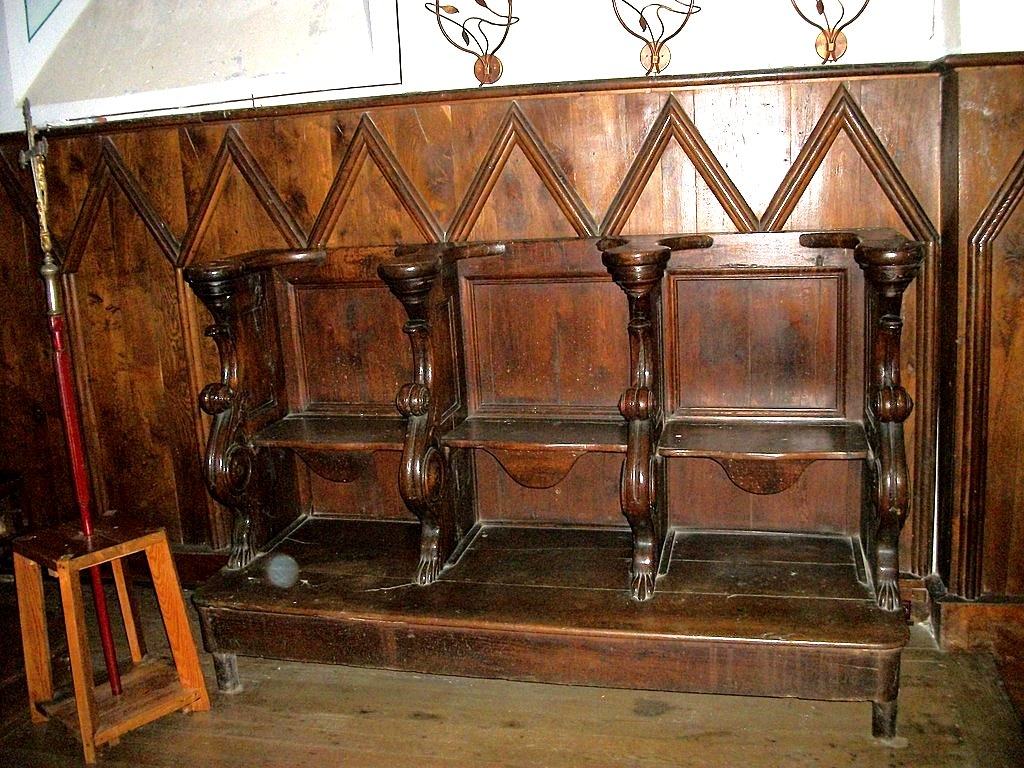

## Le mobilier
Bien qu'aucun objet ne soit référencé dans la base Palissy l'église abrite : 
- le retable Notre-Dame du XIXe siècle, situé au-dessus de l'autel qui serait celui de la chapelle médiévale, est dû à M. E. Barrère, artisan voisin de Cantaous et disciple des Ferrère, sculpteurs baroques des XVIIe – XIXe siècles. Le prêche de Saint-Jean en est un des éléments originaux.
- des pièces d'ébénisterie remarquables : chaire, stalles équipées de "miséricordes" (sièges de merci), cathèdre, lutrin...

- un chemin de croix de quatorze stations composées de bas-reliefs en bronze. Financé par une famille villageoise désirant garder l'anonymat, ce chemin de croix est d'abord exposé, dès leur construction dans les années 1860, dans les sept chapelles les plus hautes du calvaire du Mont-Arès à raison de deux tableaux par édicule.

La statuaire, date majoritairement des XIXe siècle et XXe siècle.